# Centzon Mimixcoa
Centzon Mimixcoa (del náhuatl: centzomimixcohuah ‘cuatrocientas serpientes de nubes’‘ centzontli, cuatrocientos; mixtli, nube (pl. mimixtin); cohuatl, serpiente’) en la mitología mexica eran la personificación de las estrellas septentrionales o estrellas del Norte. 

## Relatos
Originalmente fueron creados para hacer la guerra en la Tierra por Iztac Chalchihuitlicue, luego de que los 400 mimixcoa entran a una cueva la diosa engendra otros cinco mimixcoa, Cuauhtliicohuauh, Iztac Mixcohuatl, Cuitlachcihuatl (mujer), Tlotepetl y Apanteuctli. El Sol al ver que los Centzonmimixcoa no cumplen con su encargo de hacer la guerra y alimentarlo con sangre, les manda hablar a los cinco que nacieron al último y les pide que maten a las "Cuatrocientas Serpientes de nubes", lo que logran por medio de una celada. Tras su muerte pasan a convertirse en las estrellas del hemisferio boreal complementando a las Centzon Huitznahuac del hemisferio austral.
Otra mención aparece al inicio de los Anales de Cuauhtitlan, donde se entremezcla el mito con la historia, hablando de las primeras migraciones chichimecas; señala que los Centzonmimixcoa eran los guías de estos pueblos, en un momento de su trayecto se encuentran con Itzpapalotl quien los ataca y prácticamente los extermina, sobreviviendo sólo uno, Iztac Mixcohuatl también conocido como Xocoyomixcohuatl, este se esconde dentro de una biznaga para evadir a la diosa, luego sorpresivamente sale flechándola y la vez invoca a los Centzonmixcoa resucitándolos quienes también la flechan y la derrotan. Luego queman su cuerpo y con las cenizas se pintan las cuencas de los ojos, el resto de la ceniza y huesos lo convierten en un tlaquimilolli (envoltorio sagrado) al cual venerarán.

## Interpretación ysemiología
Estos relatos en realidad son de tradición chichimeca los cuales son tomados por los grupos nahuas con lo que se declaran herederos de ellos.
El contexto mítico-narrativo es similar en ambos textos, nos habla del inicio de la actividad guerrera. Nos plantea la conexión entre los dioses estelares y su destino bélico, inevitable en sí mismo. En ambos relatos trasciende la acción de esconderse y el elemento sorpresa para lograr el éxito. 
También es comparable al mito del nacimiento de Huitzilopochtli como ente de luz y guerrero, solo que aquí la posición de los actores es inversa, los Centzonmixcoa como seres nocturnos se imponen al fuego-luz nocturno (Itzpapalotl). Siendo en el primer mito los cinco más jóvenes (el término nahua para designar a estos es xocoyotl) quienes se posicionan como los dominantes, al igual que Iztacmixcohuatl.
La aparición de Itzpapalotl ante chichimecas se presenta en otras narraciones e incluso, según una versión, durante la migración mexica.